# Waltheria laxa
Waltheria laxa är en malvaväxtart som beskrevs av M. Thulin. Waltheria laxa ingår i släktet Waltheria och familjen malvaväxter. Inga underarter finns listade i Catalogue of Life.